# Sugar Ray
Sugar Ray — американская рок-группа из Ньюпорт-Бич, Оранж Каунти, Калифорния, основанная в 1986 году. Наибольшую популярность коллектив получил благодаря синглу «Fly», который занял высокие позиции в чартах и отличался от остальных треков группы своим мягким звучанием. Успех песни привёл к тому, что при записи альбома «14:59» Sugar Ray приняли решение сменить свой музыкальный стиль с тяжёлого ню-метала на более коммерческий поп-рок.

## История группы

### Ранние годы
Sugar Ray была сформирована в 1988 году под названием The Shrinky Dinx, вынужденная позже сменить название (из-за угрозы судебного разбирательства с фирмой Milton Bradley Company, (производителем игрушки Shrinky Dinks) на Sugar Ray в честь боксера Шугар Рэй Леонарда (Sugar Ray Leonard).
В 1995 году вышел дебютный альбом группы, Lemonade and Brownies, написанный под большим влиянием фанк-метала, поп-рока и альтернативного рока.

### Fly
Первый хит у Sugar Ray появился в 1997 году в виде песни «Fly», которая вошла в альбом Floored и исполнялась совместно с рэгги-исполнителем Super Cat. «Fly» отличалась от остальных треков альбома и, как результат, активно транслировалась по радио. Благодаря успеху «Fly» альбом очень хорошо продался и получил статус дважды платинового диска. Тем не менее, к концу 1997 года, критики были скептически настроены, считая Sugar Ray «группой одного хита», неспособной выпустить новую успешную песню. В том же году, Sugar Ray приняли участие в фильме День отца, в котором сыграли Билли Кристал и Робин Уильямс.

### 14:59
В 1999 году вышел альбом 14:59, ставший сардонической насмешкой над обвинениями в «однодневности», с названием, подразумевающим что их «15 минут славы» ещё не истекли — их «часы славы» показывали 14:59. Песня «Every Morning», которая вызвала распространенное сравнение с «Fly», добилась за весну 1999 года схожего успеха, став #3 в США. Вышедший следом сингл «Someday» также получил активную ротацию и достиг #7 в США. 14:59 превзошел по продажам своего предшественника и получил статус трижды платинового диска.

### Sugar RayиIn the Pursuit of Leisure
Одноимённый альбом 2001 года Sugar Ray произвёл на свет новый хит «When It’s Over», который достиг такого же успеха как и предыдущие синглы группы. Альбом 2003 года, In the Pursuit of Leisure, как и первый сингл с альбома, «Mr. Bartender (It’s So Easy)», получил прохладный приём. В 2005 году Sugar Ray выпустили сборник лучших хитов с двумя новыми песнями, включая сингл «Shot of Laughter».

### Текущее положение
В январе 2006 года Sugar Ray освободились от контракта с Atlantic Records. В настоящее время группа сделала перерыв и занимается сочинением нового материала. Новая песня «Into Yesterday», вышла 5 июня 2007 года на саундтреке к мультфильму Лови волну!.
Группа провела турне по Азии, возглавив 8 августа 2007 SingFest, первый международный музыкальный фестиваль в Сингапуре.
26 марта 2008 года на страничке MySpace группы музыканты намекнули о будущем объявлении, которое сделает «всех поклонников очень-очень счастливыми». Объявление последовало 16 мая 2008 года, о том, что Sugar Ray вошли 19 мая в студию для записи первого альбома с 2003 года. Музыканты сообщили, что группа заключила новый контракт с Pulse Recordings с распространением через Fontana/Universal.
18 мая 2008 года Sugar Ray появились в финальном эпизоде третьего сезона American Dad в роли самих себя.
6 марта 2009 года Марк МакГрат объявил о выходе нового альбома, получившего название Music for Cougars, который планируется к выходу 21 июля 2009 года. В мае вышел первый сингл с этого альбома «Boardwalk», а 21 июля вышел и сам альбом.
В начале 2011 года к группе также присоединился перкуссионист Эл Кит, став пятым участником группы. В марте 2012 года Мёрфи Каргес и Стэн Фрэйзер покинули Sugar Ray и были заменены басистом Джастином Бивона и ударником Джесси Бивона, ранее участвовавших в турах Sugar Ray. Летом 2012 года группа отправилась в тур Summerland Tour вместе с такими группами как Everclear, Gin Blossoms, Lit и Marcy Playground.

## Состав группы
- Марк МакГрат — вокал, гитара (1992 — настоящее время)
- Родни Шеппард — гитара, бэк-вокал (1988 — настоящее время)
- Дин Баттеруорс — ударные, бэк-вокал (2013 — настоящее время)
- Кристиан Аттард — бас-гитара, бэк-вокал (2014 — настоящее время)

### Бывшие участники
- Мёрфи Каргес — бас-гитара (1990—2012)
- Стэн Фрэйзер — ударные, гитара, бэк-вокал (1988—2012)
- Крэйг Баллок (DJ Homicide) — звуковые эффекты (1997—2010)
- Леор Димант (DJ Lethal) — звуковые эффекты (1995—1996)
- Эл Кит — перкуссия, вибрафон (2010—2013)
- Джастин Бивона — бас-гитара, бэк-вокал (2011, 2012—2013)
- Джесси Бивона — ударные, бэк-вокал (2011, 2012—2013)
- Сердж Дмитриевич — бас-гитара (2013—2014)

## Дискография

### Альбомы
| Дата выхода    | Название                  | Лейбл             | Наивысшая позиция в US Billboard | Сертификация RIAA |
| -------------- | ------------------------- | ----------------- | -------------------------------- | ----------------- |
| 4 апреля 1995  | Lemonade and Brownies     | Atlantic Records  |                                  |                   |
| 24 июня 1997   | Floored                   | Atlantic Records  | #12                              | 2x платиновый     |
| 12 января 1999 | 14:59                     | Atlantic Records  | #17                              | 3x платиновый     |
| 12 июня 2001   | Sugar Ray                 | Atlantic Records  | #6                               | золотой           |
| 3 июня 2003    | In the Pursuit of Leisure | Atlantic Records  | #29                              |                   |
| 21 июня 2005   | The Best of Sugar Ray     | Atlantic Records  | #136                             |                   |
| 21 июля 2009   | Music for Cougars         | Pulse Recordings  | #80                              |                   |
| 25 июля 2019   | Little Yachty             | BMG Entertainment |                                  |                   |

### Синглы
| Год  | Сингл                          | Пиковая позиция в чарте | Пиковая позиция в чарте | Пиковая позиция в чарте | Пиковая позиция в чарте | Альбом                    |
| Год  | Сингл                          | U.S. Hot 100            | U.S. Hot 100 Airplay    | U.S. Main.              | U.S. Mod.               | Альбом                    |
| ---- | ------------------------------ | ----------------------- | ----------------------- | ----------------------- | ----------------------- | ------------------------- |
| 1995 | «Mean Machine»                 | —                       | —                       | —                       | —                       | Lemonade and Brownies     |
| 1997 | «Fly»                          | —                       | 1                       | 29                      | 1                       | Floored                   |
| 1997 | «RPM»                          | —                       | —                       | —                       | 35                      | Floored                   |
| 1999 | «Every Morning»                | 3                       | 2                       | 38                      | 1                       | 14:59                     |
| 1999 | «Falls Apart»                  | 29                      | 26                      | —                       | 5                       | 14:59                     |
| 1999 | «Someday»                      | 7                       | 4                       | —                       | 7                       | 14:59                     |
| 2001 | «When It's Over»               | 13                      | 12                      | —                       | —                       | Sugar Ray                 |
| 2001 | «Answer the Phone»             | 40                      | —                       | —                       | —                       | Sugar Ray                 |
| 2003 | «Mr. Bartender (It's So Easy)» | —                       | —                       | —                       | —                       | In the Pursuit of Leisure |
| 2007 | «Into Yesterday»               | —                       | —                       | —                       | —                       | Саундтрек к Лови волну!   |
| 2009 | «Boardwalk»                    | —                       | —                       | —                       | —                       | Music for Cougars         |
| 2009 | «Going Nowhere»                | —                       | —                       | —                       | —                       | Music for Cougars         |
| 2009 | «Closer»                       | —                       | —                       | —                       | —                       | Music for Cougars         |